# Gallo-Romeins tempelcomplex Tongeren
Het Gallo-Romeins tempelcomplex van Tongeren was gelegen in het noordwestelijk deel van de stad Tongeren. Het complex van de Romeinse tempel ligt aan de Cesarlaan, buiten de huidige stadsring van Tongeren (R72) ter hoogte van de Pliniuswal, ten noordoosten van de Hasseltsesteenweg (N20) en ten zuidwesten van de Bilzersteenweg (N730). Ze ligt direct achter een stuk Romeinse muur dat nog bewaard gebleven is. Tegenwoordig ligt ze op het terrein van het Koninklijk Technisch Atheneum die daar ter plaatse met stenen gemarkeerd heeft hoe de tempel gesitueerd is geweest.
Het is de enige in Tongeren opgegraven tempel. Ze is ouder dan de stadsmuur die pas later aangelegd is. De reden waarom de cultusplaats hier gesitueerd is, wordt mogelijk geweten aan een oudere cultusplaats die op dezelfde traditionele plek gesitueerd was. De situering en opbouw van het complex aan de rand van de stad duidt dat het niet gaat om een forumtempel of capitool. De porticus rond de tempel samen met de talrijke vertrekken wijzen op een thermale instelling: een kuuroord waar om genezing werd gevraagd. De tempel bleef vermoedelijk tot aan het einde van de Romeinse tijd in Tongeren bestaan. Ze lag in ieder geval binnen het gebied van de omheining om de stad die in de 4e eeuw opgetrokken werd. Mogelijk heeft de verdwijning van de tempel te maken met de activiteit van bisschop Servaas in Tongeren in de vierde eeuw.

## Opbouw
Het tempelcomplex is op terrassen aangelegd met het tempelgebouw op een platform, dat stelselmatig en kunstmatig opgehoogd is tot aan de omheiningsmuur aan toe. De omheiningsmuur deed dienst als steunmuur. Ze is tot een hoogte van meer dan vier meter bewaard gebleven. Het hele terras lag zowel binnen de eerste als de tweede stadsomwalling die hiervoor naar het noorden uitgetrokken was.
Het complex bestaat uit drie delen, met allereerst het eigenlijke tempelgebouw, het tweede deel is het om de tempel gelegen zuilenhallen met aanpalende gebouwen, en het derde deel zijn de er buiten gelegen bijgebouwen. Het tempelcomplex is ouder dan de stadsmuur en werd door deze omsloten, ingesloten en gedeeltelijk overbouwd. Op het stratenschema van de stad zijn de gebouwen uitgericht, waarbij dit stratenschema vermoedelijk werd vastgelegd in het midden van de eerste eeuw. Op de noordwest-helling buiten het complex bevonden zich enkele bouwgebouwen, waarvan hun betekenis en functie niet duidelijk is. Daarnaast heeft men een serie diepe vierkante afvalputten gevonden langs de oostzijde van de porticus die vermoedelijk in gebruik waren als offerkuilen.
De tempel lag op een verhoogd platform. Aan de voorzijde van de podiumtempel lager een plein dat geplaveid was met grote steenplaten.

## Afbeeldingen

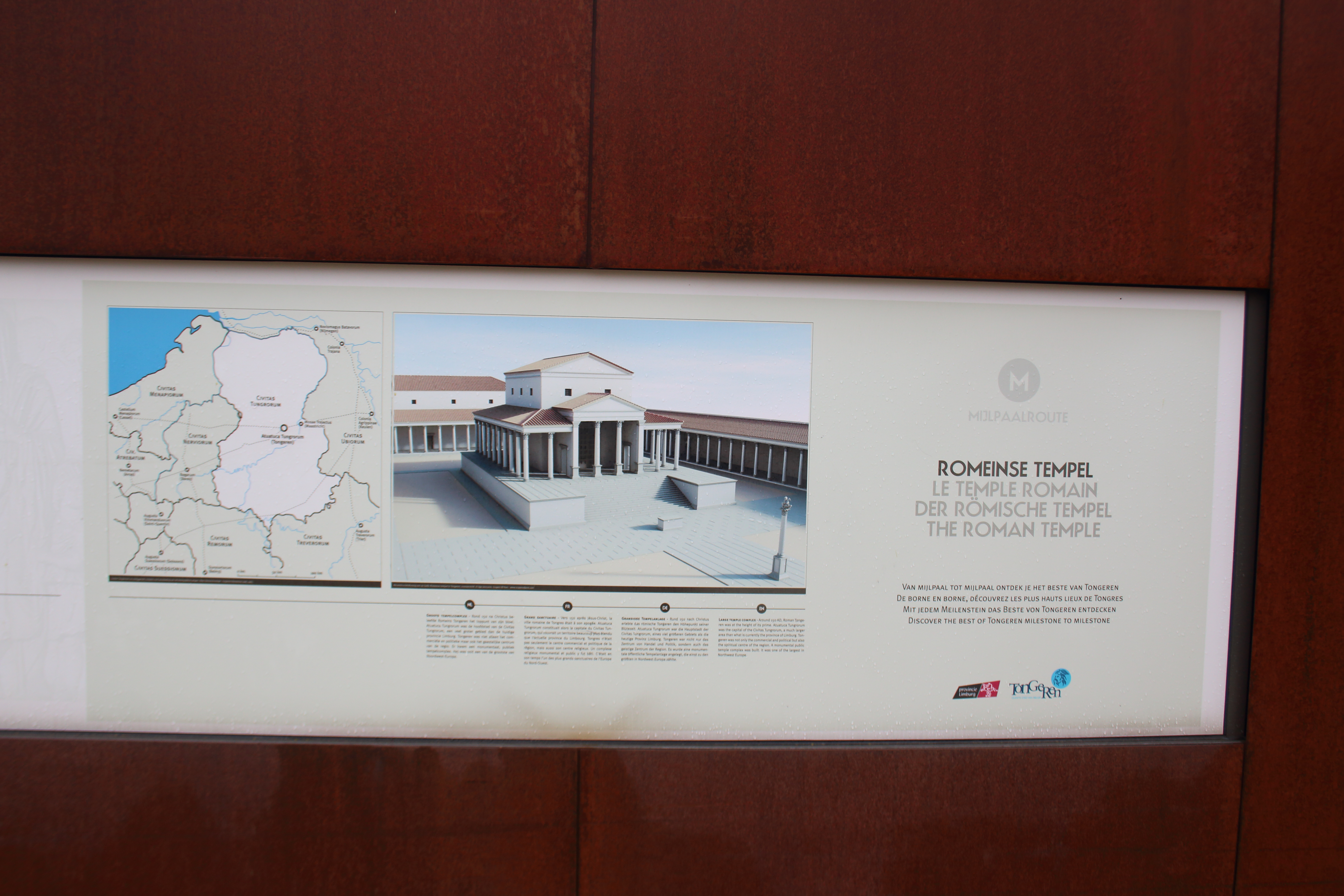
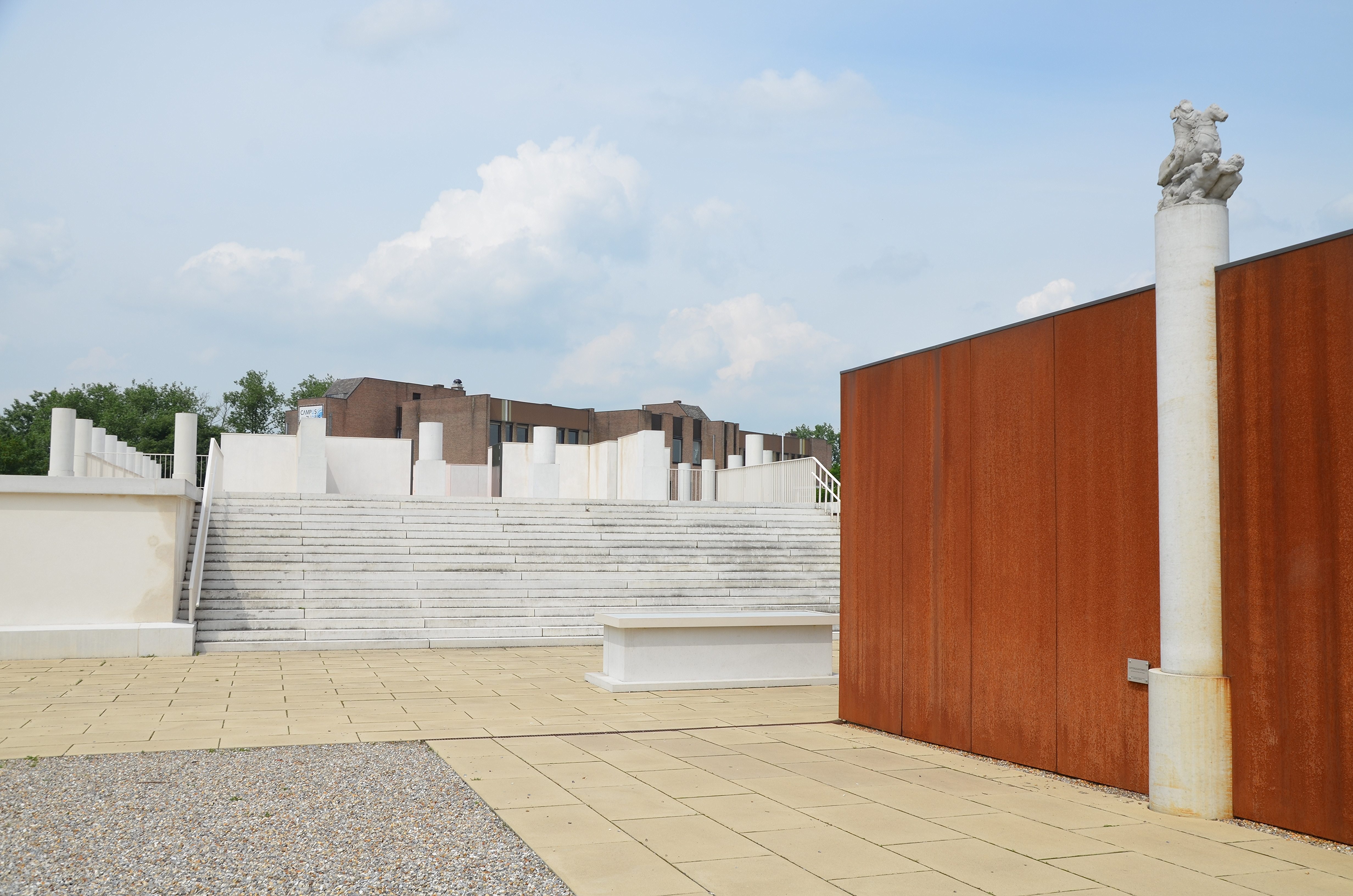
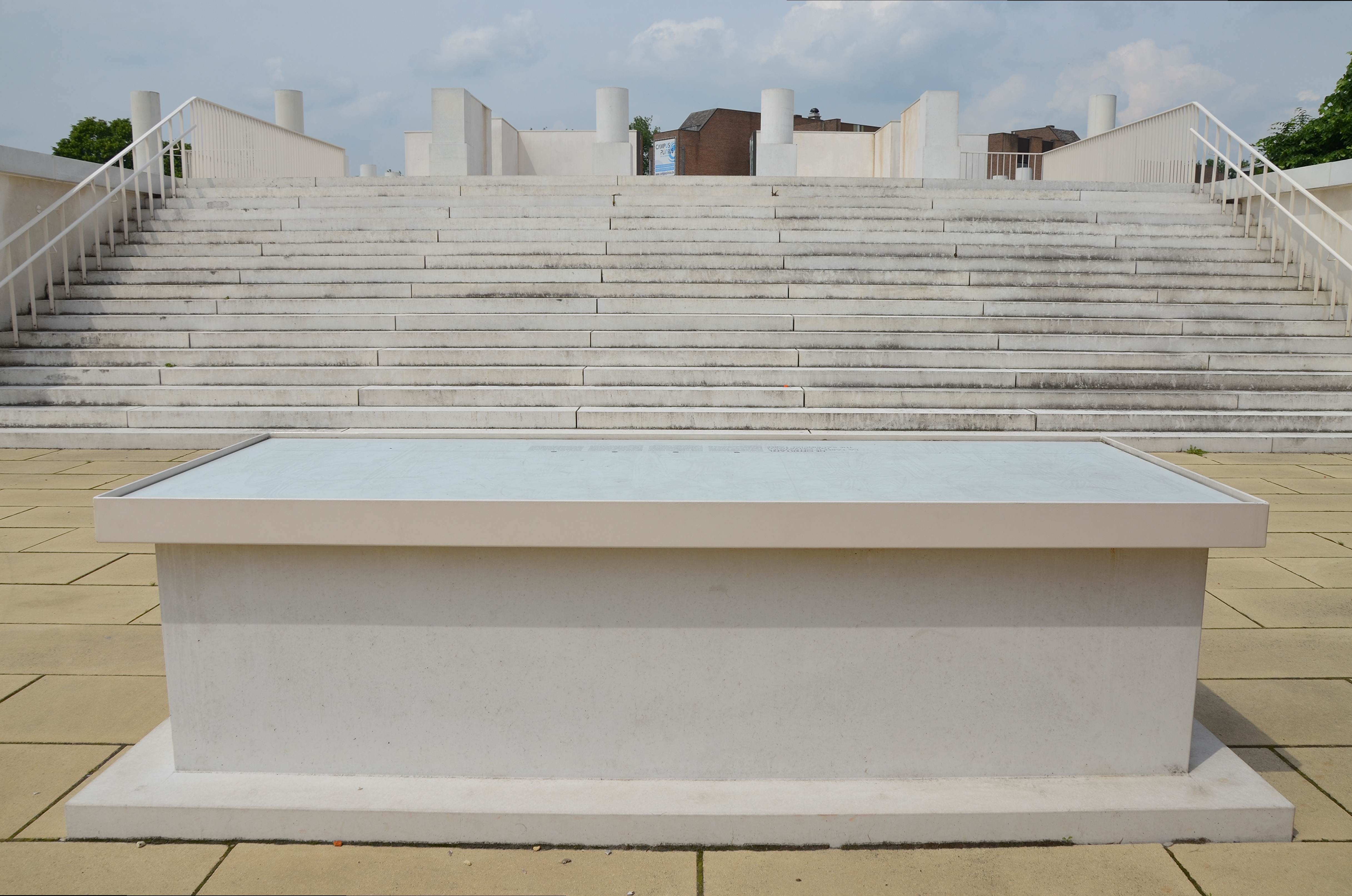